# Mattias Wigley
Lars Magnus Mattias Wigley, född 18 februari 1994 i Huddinge, är en svensk professionell ishockeyspelare som spelar för Kalmar HC i Hockeyallsvenskan.

## Karriär

### Tidig karriär
Wigleys moderklubb är Huddinge IK. Han lämnade klubben efter en säsong med J20 i dåvarande SuperElit. Därifrån gick han till Södertälje SK i två säsonger, där han även fick leda laget som assisterande kapten i J20. I Södertälje fick han även förtroende av A-laget då han blev uttagen till 7 matcher i Hockeyallsvenskan under säsongen 2013/14.

### Hammarby
I maj 2014 skrev han på sitt första seniorkontrakt när han värvades av Hammarby IF i Hockeyettan. Han gjorde 8 poäng varav 4 mål på 28 matcher under sin debutsäsong i Hockeyettan. Noterbart är att han under säsongen spelade med både bruten fot och hand. Den 9 juni 2015 förlängde Wigley sitt kontrakt med Hammarby efter att nobbat flera anbud från andra klubbar.

### Vimmerby
I december 2015 skrev Wigley på för Vimmerby i Hockeyettan. Väl i Vimmerby tog han kliv i sin utveckling för varje säsong som gick och blev kvar i klubben i mer än fem säsonger.

### Västerviks IK
Den 20 april 2021 skrev Wigley på ett ettårskontrakt med Västerviks IK i Hockeyallsvenskan.
| ”                | Det känns väldigt kul att äntligen få chansen i HockeyAllsvenskan. Västervik känns som en stabil förening som gjort bra resultat senaste säsongerna och det känns ganska likt Vimmerby Hockey så omställningen blir kanske inte så stor. | „ |
| – Mattias Wigley | |   |

Han gjorde sin allsvenska-debut för Västervik i premiären inför säsongen 2021/22 mot MoDo hemma i Plivit Arena. Matchen slutade med vinst 5–2 och spelades inför ett begränsat antal åskådare på 300 på grund av Coronaviruset.
Wigley gjorde sitt första mål för Västervik den 28 november 2021 i en 6–4-vinst mot Vita Hästen på hemmaplan. Målet kom när han efter passning av Luke Green och Alexander Hilmersson kunde trycka in pucken bakom Jesper Myrenberg i Hästen-målet ungefär halvvägs in i den tredje perioden. Han följde sedan upp sin mål form genom att göra ett av målen i en 10–0-kross över Södertälje SK två dagar senare.
I juli 2022 förnyade Wigley sitt kontrakt med klubben, vilket höll honom kvar ytterligare en säsong.

### Kalmar HC
Den 31 juli 2024 skrev Wigley på för Kalmar HC i Hockeyallsvenskan.